# Milan Blagojevic
Milan Blagojevic (Sydney, 24 dicembre 1969) è un ex calciatore australiano, di ruolo difensore.